# Helner György
Helner György, Georg Helner (Brassó, ? – Brassó, 1594. március 21.) gimnáziumi tanár, XVI. századbeli jeles humanista.

## Élete
Apja, Helner Bálint Brassó város quaestora volt, keresztényszigeti útján, 1590. december 1-jén meghalt. Helner a brassói gimnáziumban tanult 1574-ig; ekkor a wittenbergi egyetemre ment, ahonnan 1580-ban tért vissza, s azon év április 12-től mint lektor 14 évig tanított az ottani gimnáziumban; anélkül, hogy a rektori hivatalra vágyott volna, tettel és tanáccsal segítette az akkori iskolaigazgatót Zelius Jánost, aki a brassói iskola jegyzőkönyvébe a következőket írta róla: „Theologum optimum, Philosophum acutissimum, Oratorem facundissimum, anno 1594. 12. Cal. Aprilis defunctum.” Báthory István fejedelem őt bátyjával, Helner Bálinttal együtt, aki Báthory Zsigmond fejedelem kancelláriájának jegyzője volt, 1583. február 3-án nemesi rangra emelte.

## Munkái
- Σοντομος τυο'Ησαιον πεντηκοστον τριτον κεφαλαιον μετρικ μεταφρασις. Vittenbergae, 1579.
- Ελεγειον, in quo inter caetera, vera Domini nostri Jesu Christi, Dei et Mariae semper Virginis, Filii Majestas asseritur, ad Rever. Dominum Hyrscherum. Antistetem Ecclesiae Dei iu oppido Czeyden. Vittenbergae, 1580.
- Apologia de Luthero. Vittenbergae, 1580.

Két alkalmi latin költeményét és a vittenbergai tanulótársaitól hozzá írt bucsúverseket (1580) fölsorolja Trausch.